# Bolungarvík

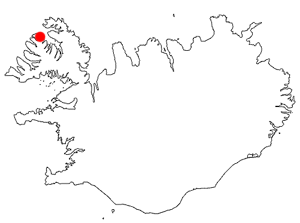
Bolungarvík na mapě Islandu

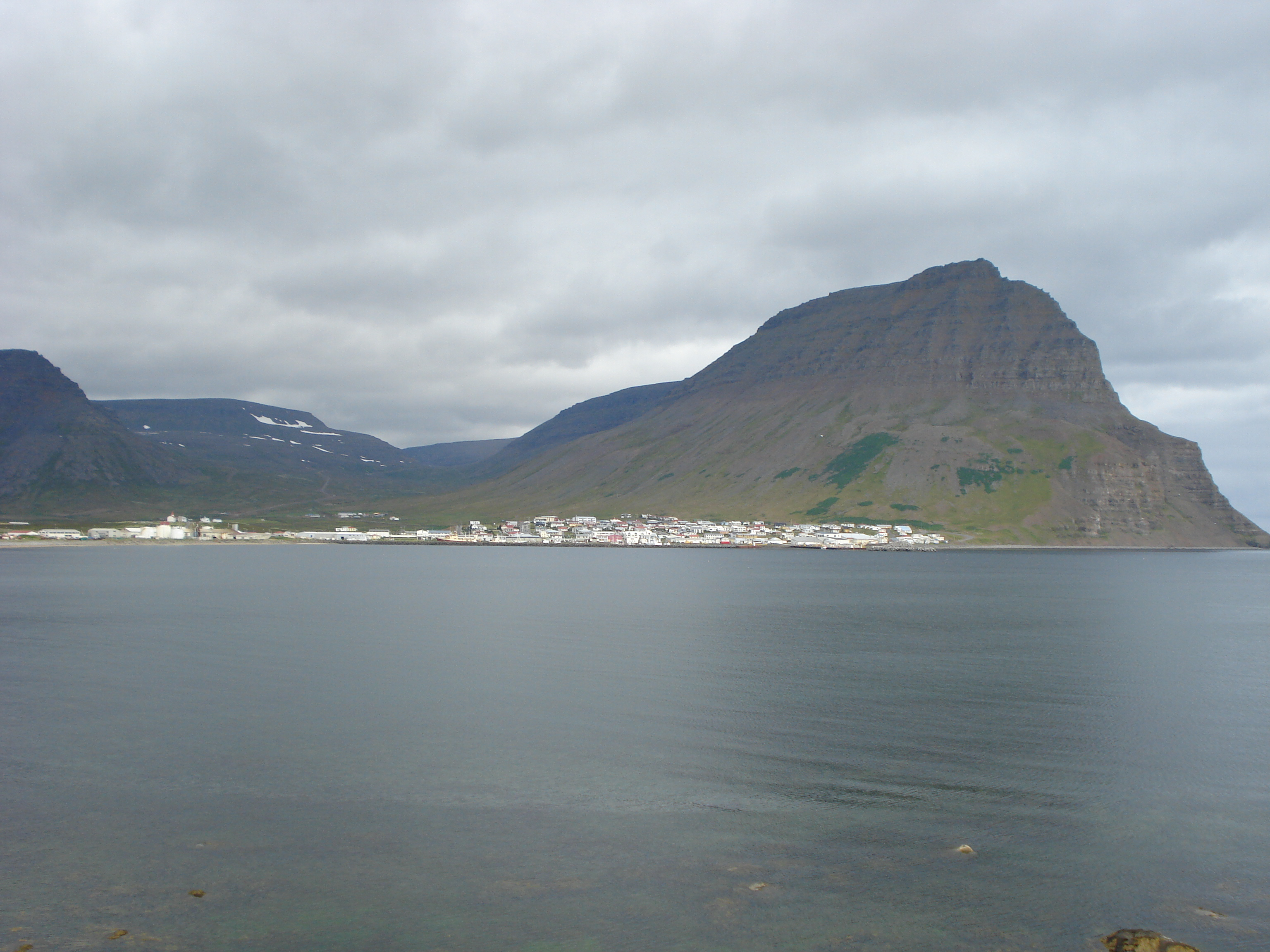
Bolungarvík

Bolungarvík je vesnice a zároveň obec na severozápadě Islandu. Leží na poloostrově Vestfirðir, 13 km od města Ísafjörður. Ve městě žije 905 obyvatel. Zeměpisné souřadnice jsou 66°09' severní šířky a 23°15' západní délky.
| Bolungarvík – podnebí       | Bolungarvík – podnebí | Bolungarvík – podnebí | Bolungarvík – podnebí | Bolungarvík – podnebí | Bolungarvík – podnebí | Bolungarvík – podnebí | Bolungarvík – podnebí | Bolungarvík – podnebí | Bolungarvík – podnebí | Bolungarvík – podnebí | Bolungarvík – podnebí | Bolungarvík – podnebí | Bolungarvík – podnebí |
| Období                      | leden                 | únor                  | březen                | duben                 | květen                | červen                | červenec              | srpen                 | září                  | říjen                 | listopad              | prosinec              | rok                   |
| --------------------------- | --------------------- | --------------------- | --------------------- | --------------------- | --------------------- | --------------------- | --------------------- | --------------------- | --------------------- | --------------------- | --------------------- | --------------------- | --------------------- |
| Průměrné denní minimum [°C] | −2,1                  | −2,6                  | −2,4                  | 0,1                   | 3,8                   | 6,6                   | 8,2                   | 7,8                   | 5,3                   | 2,5                   | 0,4                   | −1,6                  | 2,2                   |
| Průměrné srážky [mm]        | 108                   | 91                    | 94                    | 67                    | 48                    | 52                    | 54                    | 66                    | 99                    | 125                   | 122                   | 102                   | 1 028                 |
| Zdroj: GAISMA 2010-10-14    |                       |                       |                       |                       |                       |                       |                       |                       |                       |                       |                       |                       |                       |